# Dance You Off
是瑞典男歌手班雅明·因格羅索的歌曲，於2018年2月24日透過TEN發行。歌曲以2018年瑞典旋律節冠軍得主的身分代表瑞典參加在葡萄牙里斯本舉辦的2018年歐洲歌唱大賽。最終以274分獲得比賽第7名。

## 製作
時長3分2秒，是首有著新迪斯可、放克電子樂和节奏布鲁斯等風格的流行舞曲。作詞及作曲由班雅明·因格羅索、路易·舒爾以及負責，製作人為路易·舒爾和。歌詞「跳舞來忘記你」（Dance You Off）敘述因格羅索試著擺脫前任情人，但卻發現難以忘懷。因格羅索接受訪談表示音樂是他處理感情狀態的方式。

## 歐洲歌唱大賽

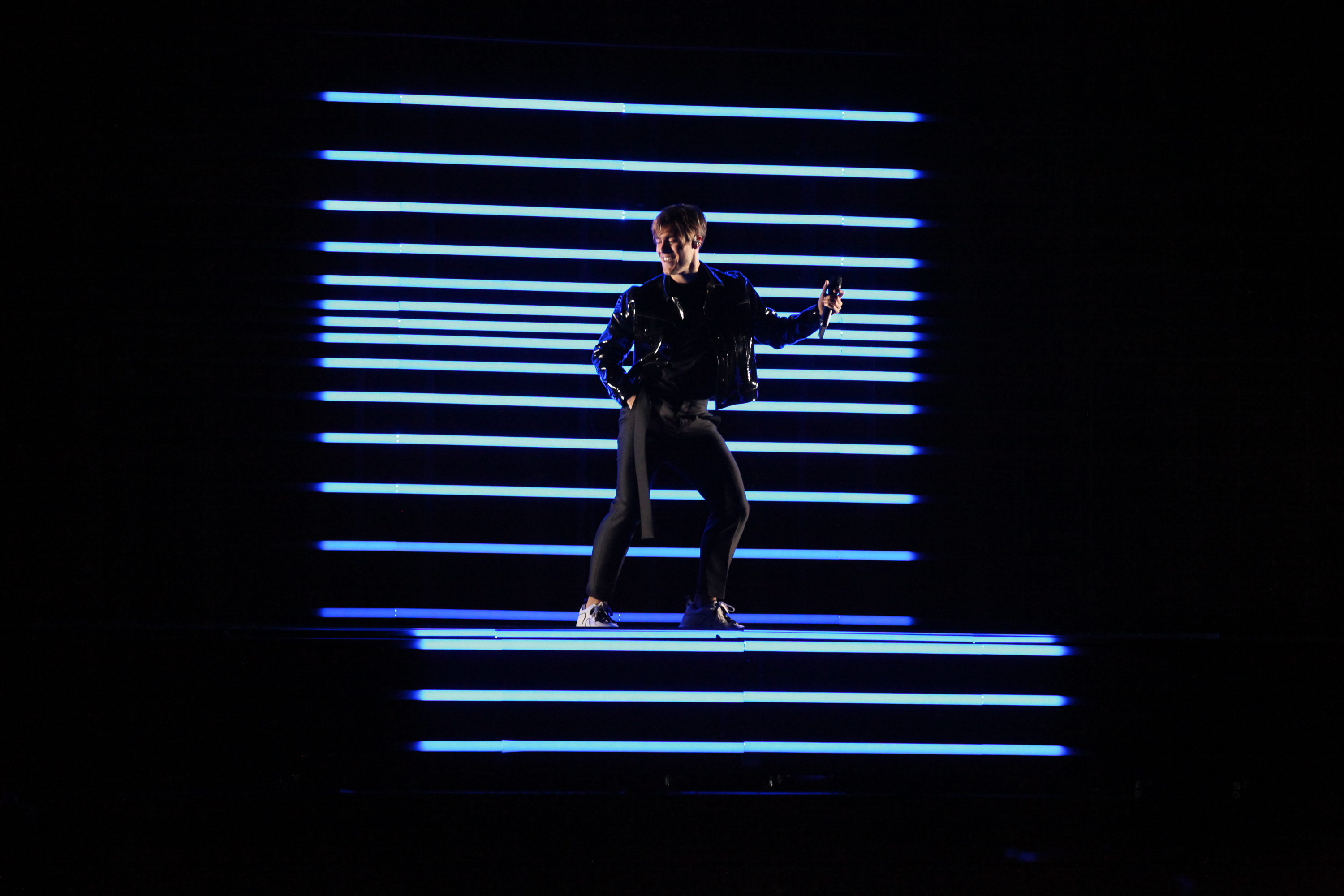
班雅明·因格羅索在2018年歐洲歌唱大賽

按照慣例，歐洲歌唱大賽的瑞典代表皆由瑞典旋律節產生。2018年3月10日，因格羅索憑藉，以觀眾評審合計181分獲得2018年瑞典旋律節冠軍，成為2018年歐洲歌唱大賽瑞典代表。在這之前，因格羅索也參與了2017年瑞典旋律節，當時僅排名第5。
經過「半決賽分配抽籤」，因格羅索被安排在2018年5月10日的第二場半決賽（Semi-final 2）。最後因格羅索以254分的成績獲得第二場半決賽亞軍，成功進入決賽。在決賽，以評審得分253分，觀眾得分21分，合計得分274分獲得2018年歐洲歌唱大賽第7名。
歌曲在賽場上的表現兩極，評審得分253分，共有8個國家評審團給予滿分12分，但觀眾得分只有21分。分析認為因格羅索曾經批評其他選手作品的行為，是導致觀眾得分降低的原因。

## 專業評價
班雅明·因格羅索的燈光秀舞台表現普遍獲得好評。《每日新闻报》記者漢娜·法爾喜歡歌曲的舞台演出，認為大型LED營造出未來般的音樂錄影帶，光線灑落在因格羅索讓他看起來就像是在月球漫步。雖然整體沒有到達讓瑞典獲得第七座冠軍獎盃的質量，但肯定能在比賽有不錯的表現。《晚报》的娜塔莎·阿扎尔米（Natasha Azarmi）稱讚歌曲展現了當今流行音樂的樣貌。表示沒有過度製造，有著強大舞台表現且富有感染力。
Wiwibloggs根據內部評審團評價給予歌曲7.75/10分，評審團認為有著很高的完成度與強大的舞台表現，但缺少亮點，和其他參賽選手相比不夠突出。TellyStats給予歌曲2星（滿分5星），表示雖然有絢麗的LED舞台，但歌曲本身沒什麼特色。《每日郵報》編輯吉姆·雪萊將瑞典收錄於「最爛山寨」名單，雪萊形容演出就像是「喬治·麥可出現在1980年代的雞尾酒吧」。

## 曲目
| 數位音樂下載 | 數位音樂下載  | 數位音樂下載 |
| 曲序         | 曲目          | 时长         |
| ------------ | ------------- | ------------ |
| 1.           | Dance You Off | 3:02         |

| 數位音樂下載（LiTek remix） | 數位音樂下載（LiTek remix） | 數位音樂下載（LiTek remix） |
| 曲序                        | 曲目                        | 时长                        |
| --------------------------- | --------------------------- | --------------------------- |
| 1.                          | Dance You Off (LiTek remix) | 3:21                        |

| 數位音樂下載（Galavant remix） | 數位音樂下載（Galavant remix） | 數位音樂下載（Galavant remix） |
| 曲序                           | 曲目                           | 时长                           |
| ------------------------------ | ------------------------------ | ------------------------------ |
| 1.                             | Dance You Off (Galavant remix) | 3:47                           |

## 參與名單
來源：Tidal
- 製作人 – 路易·舒爾（英语：Louis Schoorl）、
- 作詞作曲 – 班雅明·因格羅索（英语：Benjamin Ingrosso）、路易·舒爾、
- 聯合表演者 – 班雅明·因格羅索
- 主唱 – 班雅明·因格羅索

## 榜單表現
| 排行榜（2018年）                         | 排名 |
| ---------------------------------------- | ---- |
| 法國（法國唱片出版業公會單曲榜）         | 78   |
| 希臘（國際唱片業協會希臘分會國際單曲榜） | 65   |
| 冰島（RÚV）                              | 15   |
| 拉脫維亞（拉脫維亞四十強榜）             | 7    |
| 波蘭（波蘭百強電台榜）                   | 35   |
| 西班牙（PROMUSICAE）                     | 69   |
| 瑞典（瑞典最熱榜）                       | 2    |
| 蘇格蘭（官方榜單公司單曲榜）             | 80   |
| 英國（官方榜單公司下載榜）               | 61   |

| 排行榜（2018年）   | 排名 |
| ------------------ | ---- |
| 瑞典（瑞典最熱榜） | 35   |

## 銷量認證
| 國家或地區              | 認證 | 銷量       |
| ----------------------- | ---- | ---------- |
| 瑞典（瑞典唱片業協會）  | 白金 | 8,000,000† |
| †僅含認證的串流媒體銷量 |      |            |